# Microbisium parvulum
Espèce
Synonymes
- Obisium parvulum Banks, 1895
- Microbisium confusum Hoff, 1946

Microbisium parvulum est une espèce de pseudoscorpions de la famille des Neobisiidae.

## Distribution
Cette espèce se rencontre au Canada, aux États-Unis, au Mexique, au Salvador et au Costa Rica.

## Description
L'holotype mesure 1,6 mm.

## Systématique et taxinomie
Cette espèce a été décrite sous le protonyme Obisium parvulum par Banks en 1895. Elle est placée dans le genre Microbisium par Chamberlin en 1930. Microbisium confusum a été placée en synonymie par Nelson en 1984.

## Publication originale
- Banks, 1895 : Notes on the Pseudoscorpionida. Journal of the New York Entomological Society, vol. 3, p. 1-13 (texte intégral).